# 解放沟镇
解放沟镇，原为解放乡，是中华人民共和国四川省凉山彝族自治州昭觉县下辖的一个乡镇级行政单位。2021年1月12日，撤销碗厂乡、解放乡和尼地乡，设立解放沟镇。以原碗厂乡、原解放乡和原尼地乡所属行政区域为解放沟镇的行政区域。

## 行政区划
解放沟镇下辖以下地区：
解放村、撵孜村、彬土村、阿鲁洼子村、达觉村、金翅村和拉莫村、西洛村、大石头村和团结村、宜牧署觉村、署觉洼五村和洼里洛村。